# Stazione di Ora Val di Fiemme
La stazione di Ora Val di Fiemme (in tedesco Auer) era una stazione ferroviaria, capolinea della ferrovia della val di Fiemme, a scartamento ridotto, chiusa il 10 gennaio 1963.

## Storia
La stazione venne inaugurata nel 23 giugno 1917 insieme alla tratta Ora-Cavalese, continuò il suo esercizio fino alla sua chiusura avvenuta il 10 gennaio 1963.

## Strutture e impianti

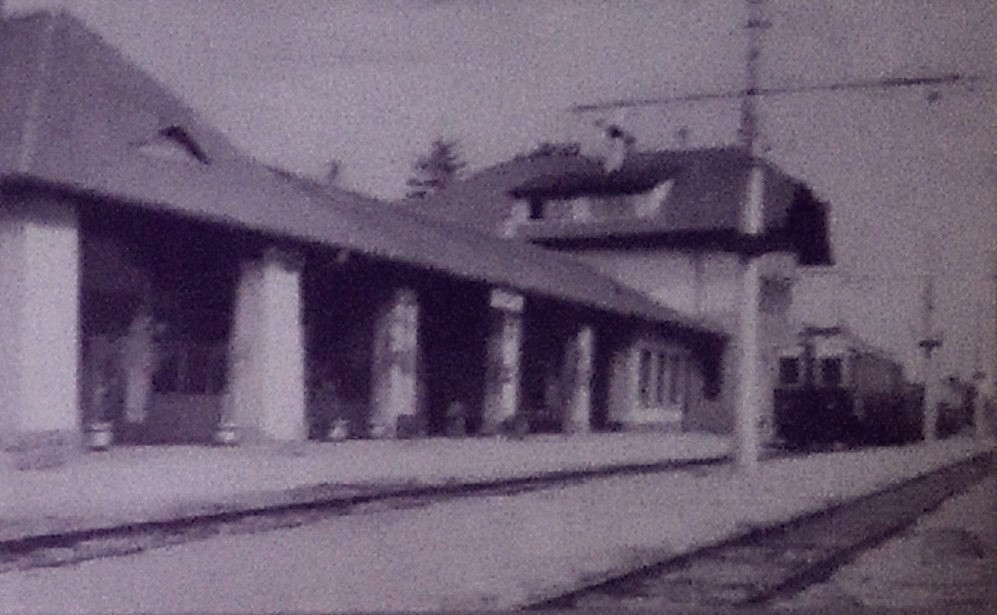
La stazione di Ora Val di Fiemme

L'impianto, la cui denominazione campeggiava sin dall'origine sul fabbricato viaggiatori, sorgeva in corrispondenza della stazione di Ora delle Ferrovie dello Stato, posta sulla linea Bolzano-Verona.